# Саксофон
Саксофонът (от френски: saxophone, създадено от личното име Sax + гръцката дума φωνή – „звук“) е музикален инструмент. Макар и изработен от метални сплави, заради принципа на звукоизвличане той е причисляван към групата на дървените духови инструменти.

## Устройство
Още от самото си създаване е бил изработван от метал – пакфонг (сплав от мед, никел и цинк) или томлак – томпакова мед (сплав от цинк и мед или от месинг). Може да се изработва и от злато. Външната страна е никелирана (посребрена или позлатена), а за запазване на покритието се нанася лек пласт от лак. Мундщукът се прави от метал, изкуствени материали или слонова кост. Тръбата е с коническо сечение. Притежава широка мензура. Началото е от дърво, затова спада към дървените духови инструменти.

## Историческо развитие
Изобретен е от белгиеца Адолф Сакс, живял в Париж през 19 век – виртуоз, владеещ няколко инструмента. Идеята му била да създаде универсални инструменти за тогавашните духови оркестри, като естествена връзка между дървени и медни духови инструменти.
Саксофонът бил конструиран през 1841 г. и се използвал главно във военните духови оркестри. Саксофонът е с кларинетен мундщук с октавово пренадуване с Бьом клапанна система.

## Видове
| Алто саксофонYamaha YAS-25  |  | Алто саксофон Yamaha YAS-62 |
| Алто саксофон Yamaha YAS-25 |  | Алто саксофон Yamaha YAS-62 |

Има осем разновидности саксофон: сопранино, сопрано, алт, тенор, баритон, бас, контрабас, субконтрабас. Най-често се използват алто и тенор саксофон.

### Алто саксофон
Алто саксофонът е по-малък от тенор саксофона, но по-голям от сопрано саксофона. Той е най-използваният вид от трите в класическите композиции.

#### Видни алто саксофонисти
Сред бележитите алто саксофонисти се открояват имената на джаз музиканти като Чарли Паркър, Кени Гарет, Джими Дорси, Джони Ходжис, Арт Пепър, Кенънбол Адърли, Ерик Долфи, Сони Стит, Дейвис Санборн, Орнет Колман, Антъни Бракстън, Фил Уудс, Джон Зорн, Пол Дезмънд. Някои класически музиканти, специалисти в алто саксофона, са Марсел Мюл, Сигурд Рашер, Жан-Ив Фурмо, Лорънс Гвоздз, Фредерик Л. Хемке, Доналд Синта, Харви Питъл, Лари Тийл, Кенет Це, Арно Борнкамп, Хари Уайт, Отис Мърфи, Клод Делангле и Южен Русо Алекс Снайдър. Алто саксофонът е много по-използван в класическата музика, в сравнение с тенора, и съществуват много концерти за алто. Освен в класическата и джаз музиката, той има приложение и във военните оркестри.

## Разпространение
В симфоничния оркестър е използван в творби на Бизе, Масне, Маербер, Барток и др. Използва се и от съвременни композитори, включително български.
През 20-те години на 20 век навлиза в джазовата и танцова музика с типичен състав 2 алт, 2 тенор и 1 баритон.